# Kutchubaea semisericea
Kutchubaea semisericea är en måreväxtart som beskrevs av Adolpho Ducke. Kutchubaea semisericea ingår i släktet Kutchubaea och familjen måreväxter. Inga underarter finns listade i Catalogue of Life.